# تولدی دیگر (کتاب شجاع‌الدین شفا)
تولّدی دیگر، یک کتاب از شجاع‌الدین شفا در نقد ادیان ابراهیمی است. این کتاب از کتب ممنوع‌الانتشار در ایران است. وی در این کتاب کتب مقدس ادیان ابراهیمی را از نگاه یک انسان دین‌ناباور به چالش می‌کشد.

## ساختار کتاب
نویسنده سخن خود را با ذکر این مسئله آغاز می‌کند که کتاب در آخرین سال یک هزاره نوشته شده‌ است و امیدوار است همچنان که مردمان در پایان هر سال به حساب‌رسی مالی خود می‌پردازند، بتواند به حساب‌رسی تاریخی تمدن ایرانی بپردازد. به اعتقاد او، هزاره‌ای که به پایان می‌رسد، هزاره ورشکسته تاریخ ایران است.
شجاع‌الدین شفا کشورها را از نظر توسعه یافتگی ، به سه گروه توسعه یافته، عقب مانده و در حال توسعه طبقه‌بندی می‌کند. اما معتقد است در میان این کشورها ایران و اسرائیل دو استثنا هستند: 
در این میان تنها دو کشور اسرائیل و ایران‌ هستند که در شرایط برزخ کنونی خویش با این معمای حل نشده رویاروی‌اند که همچنان با هویت‌های خاخامی و آیت‌اللهی در درون پیله‌ای که به دور خویش تنیده‌اند باقی بمانند، یا سر از غار اصحاب کهف برآورند و به صورت کشورهایی مترقی پا به هزاره تازه‌ای گذارند که در آن منطقه جایی برای خاخام و آیت‌الله وجود نمی‌تواند داشته باشد.
شجاع‌الدین شفا هدف خود را از نگارش کتاب، آشنا نمودن نسل آینده از واقعیت کلی در مورد ادیان بیان می‌کند. وی در بخش اول از کتاب خود به توضیح مفهوم «خدا» در آئین‌های توحیدی می‌پردازد. او تصویری که از خدا در کتاب‌های مقدس یهودیان، مسیحیان و مسلمانان آمده‌است را بازگو می‌کند و به تفاوت‌های آن‌ها اشاره می‌نماید. وی سپس در مورد مفهوم پیامبران در این ادیان به نگارش می‌پردازد. او با ذکر بخش‌هایی از تورات و قرآن که در مورد سرگذشت پیامبران است به تفاوت‌ها و گاه تناقض‌هایی که این شخصیت‌ها در کتاب‌های مقدس یهودیان و مسلمانان دارند اشاره می‌کند. او شرح نگارش کتاب‌های مقدس این ادیان را از منظر تاریخی بیان می‌کند. وی سپس به نحوه آفرینش جهان در این کتاب‌ها می‌پردازد و آن را یک اسطوره می‌نامد. نویسنده در ادامه به نقش ایران و مذاهب کهن ایرانی در آنچه که او پیدایش مذاهب توحیدی می‌نامد می‌پردازد. در بخش‌های بعدی شفا در مورد زندگی پس از مرگ و قوانین اجتماعی این ادیان و شباهت‌ها و تفاوت‌های آن‌ها در این مذاهب می‌نویسد. وی سپس به ریشه‌یابی تاریخی این مسئله می‌پردازد که چرا اصلاً مفاهیمی همچون «خدا» که ادیان به آن پرداخته‌اند، پدید آمده‌اند. او به حس ترس به عنوان یکی از عوامل اشاره می‌کند. او در فصل «مذهب فردا» عرفان ایرانی را مورد تأیید قرار می‌دهد: 
برترین خصیصه این خدای‌جویی عرفان ایرانی، جهانی بودن مطلق آن است. عارف پارسی خدا را در مقامی بالاتر ازجدایی‌های کنیسه و کلیسا و مسجد می‌جوید و به خلاف انحصار‌طلبی خاخام و کشیش و مفتی او را متعلق به همه و همه را متعلق به او می‌شمارد. به همان اندازه در خرابات مغان نور خدا می‌بیند که در محراب کلیسا و در رواق مسجد می‌بیند و ندای این خدا را با همان رسایی در میکده می‌شنود که می‌تواند در صومعه بشنود.
با این حال، او تأکید می‌کند که بازگشت به آئین زرتشتی یا به گرایش‌های عرفانی برای ایران یا جهان هزاره سوم نه واقع‌بینانه است و نه منطقی.

## نقدهای نگاشته شده بر آن
پس از انتشار کتاب، نقدهایی بر آن توسط نویسندگانی در ایران، آمریکا و آلمان نوشته شد. از جمله نشریات ره آورد و ایرانشهر در لس آنجلس، مهرگان در واشینگتن دی.سی و کاوه در مونیخ نظر تعدادی از این منتقدان را پوشش دادند. علاوه بر این در داخل ایران کتاب‌های زیر به عنوان نقدی بر کتاب تولدی دیگر به چاپ رسید:
- دین ستیزی نافرجام، سیدمصطفی طباطبایی
- نقد بر تولدی دیگر، پاسخ به تحریفات قرآنی، صدر حسینی
- هزار تقلب دیگر از شجاع الدین شفا در تولدی دیگر، مهدی چهل‌تنی، محمد لامعی، انتشارات نامک، ۱۳۸۴ شابک ‎۹۶۴-۶۸۹۵-۳۸-۷.
- دروغ و خیانت در علم و دیانت، شجاع‌الدین شهنواز، تهران: انتشارات مریم پورزند وکیل، ۱۳۸۴، شابک ‎۹۶۴-۹۳۱۶۹-۷-۳

### نقدهای شفا بر نقدهای منتقدانش
شجاع‌الدین شفا در پاسخ به نقدهای نگاشته شده توسط غفور میرزایی، فرهاد بهبهانی، علی محمد ایزدی، منوچهر خوبان و میترا مقبوله که در آمریکا و آلمان منتشر شده بودند، جوابیه‌هایی نوشت که در قالب کتابی با عنوان پنج نقد بر تولد دیگر، توسط سازمان انتشارات فرزاد در سال ۱۳۸۰ شمسی منتشر شد.